# 東京ゴミ戦争
東京ゴミ戦争（とうきょうゴミせんそう）とは、東京都区部における廃棄物（ごみ）の処理・処分に関する紛争（ごみ問題）のこと。特に1950年代後半から1970年代にかけて、江東区と杉並区の間で起きたごみの処理・処分に関する紛争を指す。1971年に東京都知事美濃部亮吉が「ごみ戦争宣言」を行ったことで「ゴミ戦争」の名がクローズアップされた。
これ以降、類似の事案について「ごみ戦争」と呼ばれるようになった。なお、多摩地域では二枚橋衛生組合の建て替えをめぐり小金井ごみ問題が起きている。

## 背景
江戸時代から江戸・東京のごみを埋め立てる最終処分場としての役割を、1655年（明暦元年）から一貫して抱えていたのが現在の江東区であった、というよりそもそも江東区の大半は埋め立て地だった場所で、江戸時代初期には海や小島がある程度だったのを慶長期から徐々に開発を進めた経緯がある。
1950年代半ばに日本は高度経済成長期を迎え、所得倍増計画のもとで生活様式は大量生産・大量消費・大量廃棄へと変化した。そのため廃棄物の増大や有害ごみの発生など内容の多様化を招き、最終処分場の逼迫や清掃工場から出る煤煙の問題など、ごみ問題がより顕著に現れるようになった。
当時の東京特別区（東京都区部）における清掃行政は、東京都清掃局が担っていた（2000年に地方自治法の改正により都から区へ移管）。東京都でも他の自治体と同様にごみを焼却処理や埋立処分をしていたが、1950年代後半には特別区内における埋立処分場は満杯となっており、替わって海面埋立が行われるようになった（現在は中央防波堤埋立地で埋め立て中）。
また処理量の増大に清掃工場の中間処理能力や工場自体の数が追いつかず、廃棄されるごみの約7割が未処理でそのまま埋め立てられるようになっていた。1950年代後半から1970年代前半に埋立中だった処分場が夢の島（14号埋立地）と新夢の島（15号埋立地）であり、夢の島の惨状をマスメディアが報道したことにより「夢の島＝ごみの島」という、負のイメージが植え付けられていった。
江東区には、23区全域から未処理のごみや焼却灰などを積載したごみ収集車やダンプカーが入り、1971年には特別区で排出されるごみの7割が江東区に運ばれ、毎日5,000台以上のごみ収集車が江東区内を走り、悪臭やごみ火災、交通渋滞、ハエの大量発生が、住民にとって深刻な問題となっていた。

## 都の対応
こうした状況により、江東区からの要望を受けて都は全ての特別区に清掃工場の建設を決め、1956年（昭和31年）に「清掃工場建設10ヵ年計画」を策定した。東京都はこれに従って建設用地などの選定を進め、大田区・世田谷区・練馬区・板橋区などで新しく清掃工場が建設されることになった。
このうち、杉並区における建設案は環状八号線沿いに清掃工場を設ける1939年（昭和14年）の内務省告示をベースとしており、1966年（昭和41年）に東京都は清掃工場建設予定地として高井戸地区を選定した。しかし高井戸地区の住民は「地域選定理由が不透明で事前に地域住民に対する協議がなかった」などと主張して反発し、杉並区の清掃工場建設計画は中断した。これに対し東京都は、1968年（昭和43年）に土地収用法による強制収用手続を開始し、1971年（昭和46年）5月には審議が終了して、東京都収用委員会の採決を待つ段階に入っていた。
一方、江東区は東京のゴミの最終処分場であり、1957年（昭和32年）の夢の島（14号埋立地）の建設に際して、東京都はゴミによる公害を防ぐことを公約して江東区の建設許可を得たが、これは十分に遵守されていなかった。このため江東区でも1964年（昭和39年）の新夢の島（15号埋立地。現在の若洲）建設にあたって反対運動が起き、東京都は1970年（昭和45年）までに埋め立てを終了して以後は全量を焼却に転換することを約束したが、杉並区の清掃工場の建設停滞のためこの約束も果たされず、1973年（昭和48年）まで埋め立てが延長された。

## 建設計画の審議
1971年（昭和46年）9月27日、江東区は進まない計画に苛立ちを募らせ、江東区議会においてごみ持ち込み反対決議を行った。これに加えて江東区は、都庁と22区宛てに「自区内で処分場をもつという原則に賛成か反対か」という内容の公開質問状を送付し、返答の対応が不十分な場合はゴミ搬入を阻止することを決定した。これを受けて翌9月28日、美濃部亮吉は東京都議会で「ゴミ戦争」を宣言し、都内各地への処分場分散などによる問題解決への決意表明をした。
1972年（昭和47年）に美濃部は反対地区住民との対話を重視する姿勢を打ち出した。杉並区については強制収用を執行せず、計画を白紙撤回し改めて地区を選定し直した上で、区職員や有識者などで構成する都区懇談会（以下「都区懇」）を設けて地区選定などを諮った。

## 杉並区での騒動
都区懇では、選定された地区について建設が妥当であるかどうかなどについて協議が行われていたが、高井戸を含む各候補地で反対組織が作られて事態は膠着した。こうした中で1972年（昭和47年）12月に入り、東京都が年末年始のゴミ増加に対応するため都内8か所に一時的なゴミ集積所を設けようとしたところ、この一つとなった杉並区和田堀公園周辺の住民が工事を実力阻止する事件が1972年（昭和47年）12月16日に起きた。
この事件を受け、杉並区の住民がゴミ問題の解決に積極的ではないと見た江東区は、12月22日に江東区長の小松崎軍次が杉並区のゴミ搬入を江東区の道路で止めるという行動を起こした。東京都庁が「早急な集積所建設」を約束したため、同日昼に搬入阻止は解除されたが、一時集積所の建設が遅れた杉並区では収集されなかったゴミが集積所に積み上げられたままとなり、江東区の夢の島で起きていたように悪臭やハエが発生して地域の衛生が悪化した。このような状況はマスメディアに取り上げられ、全国にこの紛争の様子が映し出されることとなった。
高井戸地区を含む選定予定地区の住民が都区懇に含まれていなかったことから、翌1973年（昭和48年）5月15日には清掃工場の建設に反対する住民が会合に乱入して流会させる事件が起きた。これに江東区は再び反発し、翌5月16日に杉並区のゴミの搬入阻止を決定した。杉並区ではさらに5月21日にも反対派による流会が起きたため、江東区では翌5月22日に杉並区のゴミ搬入阻止が実行された。また江東区に協調した東京都清掃労働組合も、杉並区内でのゴミ収集をボイコットしたため収集が中止された。
この混乱を受けて、同1973年5月23日に都区懇は高井戸への工場建設を再決定し、9月中の解決を江東区に約束したが、規定された手続きを経なかったこともあって期日までに事態は進展しなかった。このため5月25日から阻止を中止していた江東区は、10月1日に公開質問状を再び送り、都全体のゴミを対象とした全面埋め立て阻止を示唆した。
東京都は都区懇からの答申を受け、改めて杉並区高井戸地区を清掃工場の用地に選定した。都の設けた最終期限の1973年11月5日までの回答を、杉並区の反対派は拒否し、美濃部亮吉は強制収用手続きの再開を決定し、東京都収用委員会に採決を求めた。これに対する土地収用法の収用手続き取り消し訴訟もあったが、東京地方裁判所から勧告が出され、1974年（昭和49年）11月21日に全面的な和解が成立した。
杉並清掃工場は1978年（昭和53年）に着工、1982年（昭和57年）12月に竣工・稼働した。杉並清掃工場が老朽化により2017年（平成29年）に建て替えられた際、新工場の敷地内に「東京ゴミ戦争」の歴史を後世に語り継ぐ資料館「東京ごみ戦争歴史みらい館」が開館した。

## 中央防波堤埋立地の帰属問題
東京湾に最終処分場として造成された中央防波堤埋立地（中央防波堤内側埋立地・中央防波堤外側埋立地）は、2019年（令和元年）まで、江東区と大田区が帰属を争っていた。江東区側は「江東区民の犠牲の上に造成された本埋立地は当然、江東区に帰属します。」と主張していた。

## 年表
- 1956年：東京都が「焼却工場建設10ヵ年計画」発表
- 1966年：東京都が杉並区高井戸地区を清掃工場予定地に選定
- 1967年：美濃部亮吉が東京都知事に就任。事業計画の取消を求め杉並区の住民が提訴
- 1971年：江東区「ゴミ持込反対」決議。美濃部亮吉、東京都議会でゴミ戦争を宣言
- 1972年12月22日：江東区、杉並区のごみ搬入阻止 [4]
- 1973年5月22日：江東区、杉並区のごみ搬入阻止（2回目）[4]。都、高井戸地区を再選定
- 1974年：東京地裁で和解勧告・成立
- 1978年：杉並清掃工場建設開始
- 1982年：杉並清掃工場が稼働開始
- 2017年：杉並清掃工場建て替え、新工場内に東京ごみ戦争歴史みらい館を設置